# Florence Ricard
Florence Ricard ist eine französische Filmeditorin.

## Leben
Florence Ricard begann Mitte der 1980er Jahre, als Schnittassistentin beim französischen Film zu arbeiten. Als solche stand sie sogleich Jean-Pierre Besnard und Albert Jurgenson bei deren Arbeit an dem Filmdrama Liebe bis in den Tod (1984) von Alain Resnais zur Seite. Bei Die Familienpyramide von Nadine Trintignant war sie 1985 für den Tonschnitt zuständig. Für den Filmschnitt sorgte dabei die erfahrene, 1977 für Police Python 357 mit dem César ausgezeichnete Marie-Josèphe Yoyotte, der Ricard noch im selben Jahr bei der Liebeskomödie Eine Frau zum Verlieben (1985) mit Gérard Depardieu und Sigourney Weaver in den Hauptrollen bei der Montage assistierte. Die folgenden Jahre trat sie wiederholt als Yoyottes Assistentin in Erscheinung, und das mehrfach unter der Regie von Claude Pinoteau, wie bei Die Studentin (1988) und Lisa und Antoine (1994), aber auch bei Alain Corneaus preisgekröntem Historienfilm Die siebente Saite (1991). Als gleichrangige Editorin des vom Leben der Insekten handelnden Dokumentarfilms Mikrokosmos – Das Volk der Gräser erhielt Ricard zusammen mit Yoyotte 1997 den César in der Kategorie Bester Schnitt.
Seither ist Ricard als eigenständige Editorin vor allem im Dokumentarfilmbereich tätig, wie bei Fellini: Je suis un grand menteur (2002), einem Dokumentarfilm über den italienischen Regisseur Federico Fellini. Bisweilen kommt sie aber auch bei Spielfilmen zum Einsatz. Für den franko-algerischen Schauspieler und Regisseur Lyes Salem, für den sie bereits zwei Kurzfilme montiert hatte – darunter der César-prämierte Kurzfilm Cousines (2004) –, schnitt sie dessen Langfilmdebüt, die in Algerien spielende Filmkomödie Maskeraden (2008), und das politische Filmdrama L’Oranais (2014).

## Filmografie (Auswahl)
- 1996: Mikrokosmos – Das Volk der Gräser (Microcosmos, le peuple de l’herbe) (Dokumentarfilm)
- 1998: Attaville, la véritable histoire des fourmis (Dokumentarfilm)
- 2001: Tout près des étoiles: Les danseurs de l’Opéra de Paris (Dokumentarfilm)
- 2001: Jean Farès (Kurzfilm)
- 2002: Fellini: Je suis un grand menteur (Dokumentarfilm)
- 2004: Cousines (Kurzfilm)
- 2005: French Beauty (TV-Dokumentation)
- 2006: Aurore
- 2008: Maskeraden (Mascarades)
- 2011: Coup d’éclat
- 2013: Démocratie année zéro (Dokumentarfilm)
- 2014: L’Oranais
- 2016: Les Pépites (Dokumentarfilm)
- 2017: Inkotanyi (Dokumentarfilm)
- 2019: Fataria
- 2020: IS-Rückkehrer: Justiz im Dilemma (Daech, le dilemme de la justice) (TV-Dokumentation)
- 2021: Die Nazis, die Arbeit und das Geld (Les Nazis et l’Argent) (TV-Dokumentarfilm)

## Auszeichnungen
- 1997: César in der Kategorie Bester Schnitt zusammen mit Marie-Josèphe Yoyotte für Mikrokosmos – Das Volk der Gräser